# Liparis tunicatiformis
Liparis tunicatiformis är en fiskart som beskrevs av Krasyukova, 1984. Liparis tunicatiformis ingår i släktet Liparis och familjen Liparidae. Inga underarter finns listade i Catalogue of Life.